# Marigliano
Marigliano község (comune) Olaszország Campania régiójában, Nápoly megyében. .

## Fekvése
Nápolytól 25 km-re északra fekszik. Határai: Acerra, Brusciano, Mariglianella, Nola, San Vitaliano, Scisciano és Somma Vesuviana.

## Története
A rómaiak idejében alapított település a közeli Nola városhoz tartozott közigazgatásilag. Nevét valószínűleg az itt megtelepedett gens Marius nemzetségből származó patriciuscsalád után kapta (a név korábbi formája Marianum illetve Marilianum). A birodalom bukása után a bizánciak , majd a Nápolyi Hercegség fennhatósága alá került. Első írásos említése is ebből az időszakból (10. század) származik. A normannok érkezésével Campania területére a települést Acerrához csatolták és a Nápolyi Királyság része lett. 1348-ban I. (Nagy) Lajos magyar király itáliai hadjárata során, amellyel a nápolyi koronát akarta biztosítani családja számára, illetve meg akarta bosszúlni testvére, Endre herceg 1345-ös meggyilkolását, Nola és Acerra városával egyetemben kifosztotta. Az Aragóniai-ház trónrakerülésével Nápolyban, megalkották a Marigliano grófja nemesi titulust, amelyet először V. Károly tábornoka, Ferrante Gonzaga, mantovai herceg viselt. A Bourbon-ház uralkodása idején bekövetkezett fejlődését a Parthenopéi Köztársaságban való részvétele állította meg, melynek leverése után Mariglianónak is súlyos megtorlásokkal kellett szembenéznie. Önálló településsé 1896-ban vált. A 20. század történelmére rányomja bélyegét az erős iparosítás, miután két nagyváros, Nola és Nápoly vonzáskörzetébe tartozott. A század második felében a városban megvetette lábát a camorra bűnszövetkezet, gyakorlatilag az egész városi adminisztrációt és gazdaságot irányítva.

## Népessége
A népesség számának alakulása:

## Főbb látnivalói
- Palazzo Ducale – az egykori városi erődítmény (épült a 12. században) átalakítása során jött létre a 17-18. században és a mariglianói grófok székhelyéűl szolgált. A palotához egy nagy kiterjedésű park tartozik.
- Óváros – szabályos, rácsos utcahálózata a római időkből maradt fent. Főutcája a Via Giannone. Itt található a város műemléképületének nagy része: templomok, nemesi paloták (Nicotero, Griffo, De Ruggiero).
- Santa Maria delle Grazie-templom – a 10. században épült templomot a 17. század során barokk stílusban építették újra.